# Srnice Gornje
Srnice Gornje (en cyrillique : Срнице Горње) est un village de Bosnie-Herzégovine. Il est situé dans la municipalité de Gradačac, dans le canton de Tuzla et dans la fédération de Bosnie-et-Herzégovine. Selon les premiers résultats du recensement bosnien de 2013, il compte 933 habitants.

## Démographie

### Évolution historique de la population
| 1948 | 1953 | 1961 | 1971 | 1981 | 1991 | 2013 |
| ---- | ---- | ---- | ---- | ---- | ---- | ---- |
| -    | -    | 566  | 635  | 848  | 911  | 933  |

|  |